# TER 200
A TER 200 egy nagysebességű regionális vasúti szolgáltatás Franciaországban. A TER 200 járatok képesek bizonyos szakaszokon a 200 km/h sebesség elérésére is, miközben Franciaországban a regionális vonatok sebessége nem haladja meg a 160 km/h-t.

## Állomások listája
| Név                    | Ország        | Közigazgatási egység       | Vasútvonal | Szolgáltatások | Kép |
| ---------------------- | ------------- | -------------------------- | --- | --- | --- |
| Gare de Colmar         | Franciaország | Colmar                     | Strasbourg–Bázel-vasútvonal Colmar–Metzeral-vasútvonal | TGV TER 200 A01 Strasbourg Mulhouse Bâle A02a Strasbourg Sélestat Colmar (Mulhouse) A02b (Strasbourg) Colmar Bollwiller Mulhouse A19 Colmar Munster Metzeral |     |
| Gare de Metz-Ville     | Franciaország | Metz                       | Lérouville-Metz-Ville-vasútvonal Metz-Ville-Zoufftgen-vasútvonal Réding–Metz-Ville-vasútvonal Metz–Anzeling-vasútvonal Metz–Château-Salins-vasútvonal Conflans - Jarny-Metz-Ville-vasútvonal         | TGV Intercités TER 200 A14 Strasbourg Saverne Metz L01 Nancy - Metz - Luxembourg L15 Metz Rémilly Forbach Sarrebruck L16 Metz Béning Sarreguemines Bitche L30 Metz Hagondange Conflans-Jarny Verdun L28 Metz Bar-le-Duc Épernay L02 Metz Thionville Apach Perl Trèves |     |
| Gare de Mulhouse-Ville | Franciaország | Mulhouse                   | Párizs–Mulhouse-vasútvonal Strasbourg–Bázel-vasútvonal Müllheim–Mulhouse-vasútvonal | TGV Lyria TER 200 A15 Mulhouse Saint-Louis Basle TER A01 Strasbourg Mulhouse Bâle A02a Strasbourg Sélestat Colmar (Mulhouse) A02b (Strasbourg) Colmar Bollwiller Mulhouse A16 Mulhouse Belfort A17 Mulhouse Thann Kruth C04 Mulhouse /Dijon Troyes Paris-Est RB 28 |     |
| Gare de Saint-Louis    | Franciaország | Saint-Louis                | Strasbourg–Bázel-vasútvonal Weil am Rhein–Saint-Louis line | TER 200 A15 Mulhouse Saint-Louis Basle TER A01 Strasbourg Mulhouse Bâle |     |
| Gare de Strasbourg     | Franciaország | Strasbourg Gare - Tribunal | Párizs-Strasbourg-vasútvonal Noisy-le-Sec-Strasbourg-Ville-vasútvonal Strasbourg–Bázel-vasútvonal Strasbourg-Lauterbourg-vasútvonal Strasbourg–Saint-Dié-vasútvonal Appenweier–Strasbourg-vasútvonal | TGV Intercity-Express Intercités TER 200 Saverne ⥋ Sélestat via Strasbourg-Ville Strasbourg-Ville ⥋ Haguenau Strasbourg-Ville ⥋ Molsheim A01 Strasbourg Mulhouse Bâle A09 Strasbourg Lauterbourg Wörth A05 Strasbourg Haguenau Niederbronn Bitche A02a Strasbourg Sélestat Colmar (Mulhouse) A02b (Strasbourg) Colmar Bollwiller Mulhouse A03 Strasbourg Saverne Sarrebourg A06/L20 Strasbourg Sarreguemines Sarrebruck A07 Strasbourg Obernai Barr Sélestat A08 Strasbourg Saâles St Dié des Vosges Épinal A11 Strasbourg Kehl Offenbourg A13 Strasbourg Nancy A14 Strasbourg Saverne Metz A34 Strasbourg Wissembourg (Neustadt) C02 Strasbourg Nancy Bar-le-Duc / St-Dizier Paris-Est RS 4 |     |
| Luxemburg vasútállomás | Luxemburg     | Luxembourg                 | CFL 10-es vonal CFL 50-es vonal Luxemburg–Wasserbillig-vasútvonal 70-es vasútvonal Luxemburg–Echternach-vasútvonal Luxemburg–Remich-vasútvonal                                                       | TGV TER Lorraine EuroCity TER 200 L01 Nancy - Metz - Luxembourg |     |

## Járművek

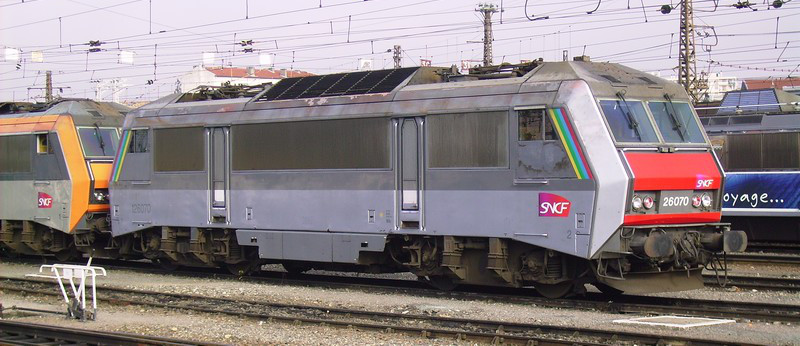
Egy SNCF BB 26000 sorozatú mozdony

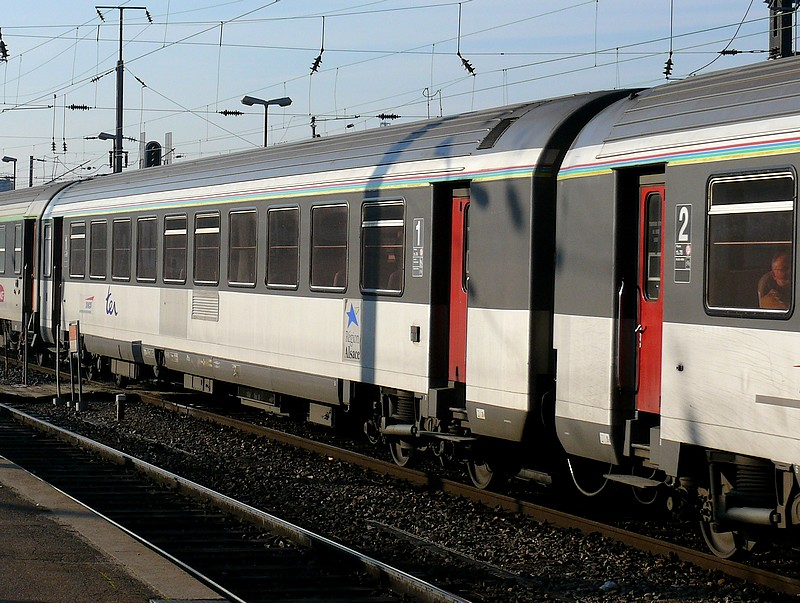
TER 200-as személykocsi

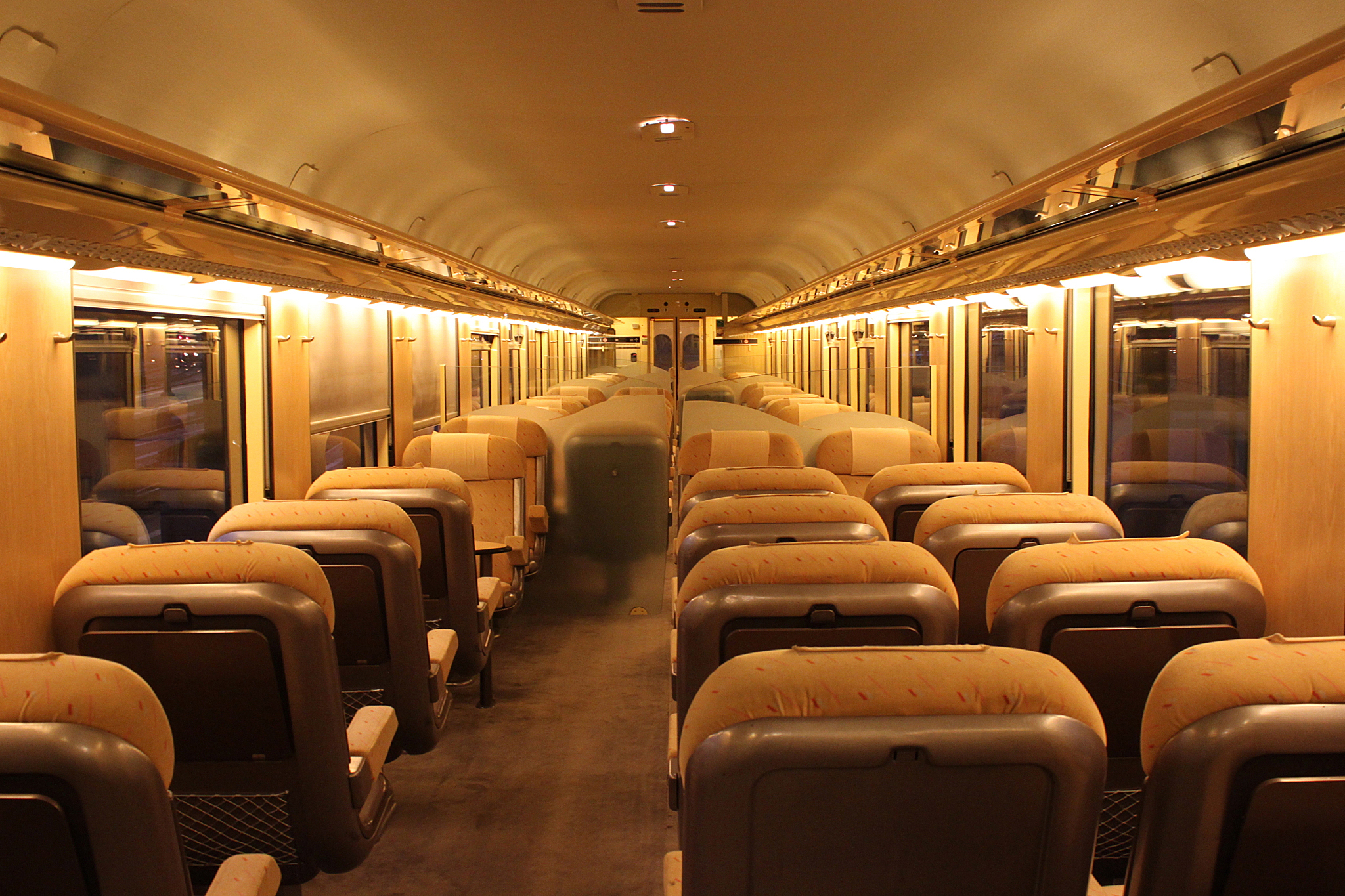
Első osztályú utastér

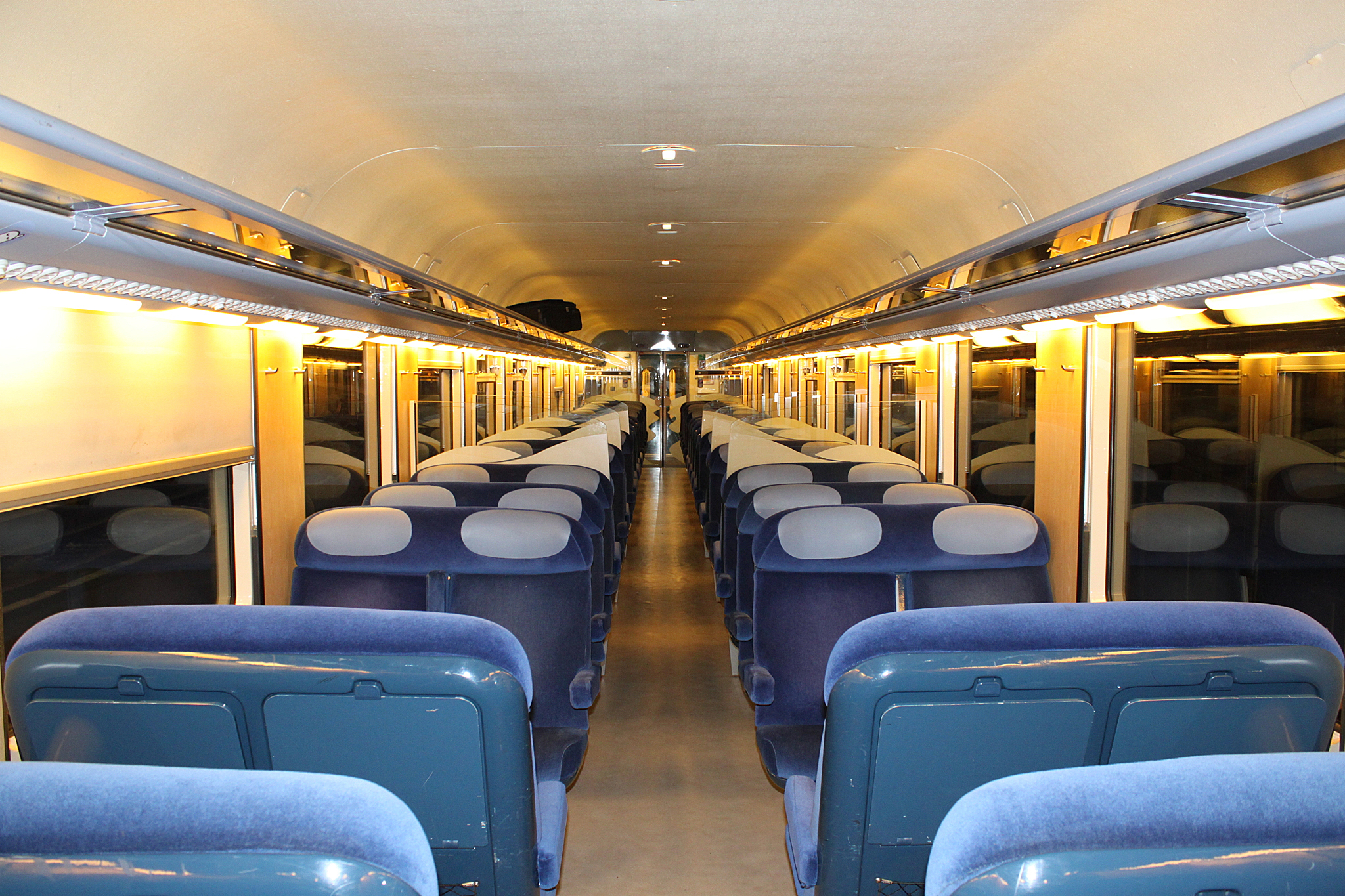
Másodosztályú utastér

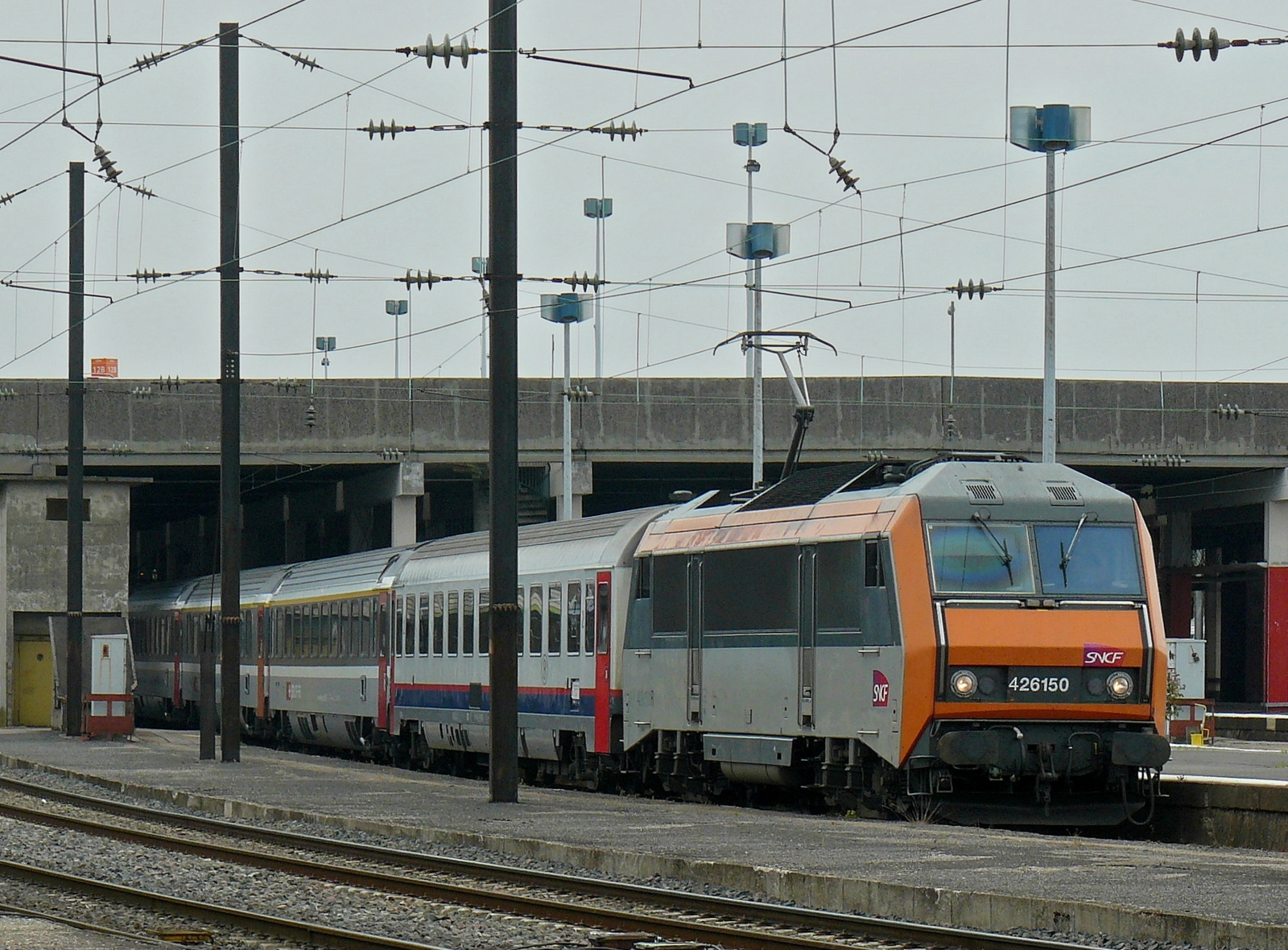
TER 200 Metz állomáson

2011 decemberétől a TER 200 vonatok az alábbi összeállításokban közlekednek:
- hat-tíz Corail személykocsi és egy SNCF BB 26000 sorozatú villamosmozdony
  - egy termes másodosztályú vezérlőkocsi 40 férőhellyel, mozgássérült hellyel és akadálymentesített WC-vel és hat kerékpár szállítására alkalmas hellyel;
  - 4-8 másodosztályú kocsi kocsinként 88 férőhellyel és két kerékpár szállítására alkalmas hellyel;
  - egy elsőosztályú kocsi, mely mindig a mozdony mögött található.

Egy teljes szerelvény kapacitása 452-804 ülőhely, ebből másodosztályú 392-744 ülőhely. Maximum 22 kerékpár szállítható egyszerre.
A hatkocsis vonatok általában Nancy és Metz felé közlekednek, ahol kisebb a forgalom. A hosszabb vonatok Mulhouse és a Bázel felé közlekednek.
A kocsikon szerepel az UIC 200+ jelölés, ami mutatja, hogy a kocsik képesek a 200 km/h sebességű közlekedésre.
Az összes TER 200 Coral személykocsit 2006 tól kezdődően felújították, új, kék és szürke kivitelű üléseket, fából készült burkolatot kaptak. A felújított kocsik új fényezést is kaptak, kék és szürke színűek lettek, és az elzászi regionális tanács által választott motívumokkal díszítették őket. Egyes vonatok Corail Plus kocsikat is továbbítanak.
A járműpark összesen tizenhárom vezérlőkocsiból, száztizenkét VTU- és 21 VU személykocsiból áll.

## Legjobb utazási idők
- Gare de Strasbourg–Basel Hauptbahnhof: 1ó 15p
- Gare de Strasbourg – Gare de Mulhouse-Ville: 51p